# Félicien Mallefille
Félicien Mallefille, né le 3 mai 1813 à Port-Louis et mort à Bougival le 24 novembre 1868, est un journaliste, romancier, dramaturge et diplomate mauricien.

## Biographie
Né à l’île Maurice où un accident lui a fait perdre, dans sa jeunesse, un œil, Mallefille prend, jeune encore, le chemin de l’Europe. Le vaisseau qui le transportait ayant fait naufrage à la hauteur du détroit de Mozambique, il a dû s'accrocher à une épave et nager des heures entières avant d’être recueilli par un bâtiment qui passait.
Arrivé en France, il a fait partie de l’armée romantique de 1830. Déterminé à entrer dans la carrière des lettres, il rédige une centaine de pages sur un mulâtre souffrant des créoles et des blancs venus d’Europe pour occuper une terre qui n’était pas à eux. Incapable de poursuivre, il va trouver Alexandre Dumas, qui lui explique comment développer les personnages et la trame d’un roman. Au bout de trois jours, découragé, Mallefille revient pour avouer son insuccès à mener son roman à bien, préférant abandonner l'idée première de son roman pour débuter en littérature par une pièce de théâtre. Dumas lui offre alors 1 000 francs pour un manuscrit dont Mallefille demandait 500 francs et qui deviendra Georges (1843).
En 1837, il remplace Eugène Pelletan comme précepteur des enfants de George Sand, mais également comme amant de leur mère. Cette liaison ne dure pas et, la même année, recruté par le directeur Harel à la Porte-Saint-Martin après le grand succès de Glenarvon à l’Ambigu, il connait à nouveau le succès avec les Sept Infants de Lara, puissant drame romantique qui le place immédiatement à côté des maitres du théâtre moderne, avec Bocage dans le rôle principal. Son troisième ouvrage est le Paysan des Alpes, histoire d’une jeune fille séduite et enceinte, créé à la Gaîté au printemps de 1837, avec Maillart dans le rôle principal. Revenu à la Porte-Saint-Martin en 1839, il donne Randal, drame avec Mélingue dans le rôle d’Edmond, un homme de génie qu’un gouvernement désire soustraire à la gloire populaire par un mariage qui force un honnête homme à satisfaire les caprices d’une femme légère en épuisant son patrimoine. Après trois œuvres assez méconnues, Trégault-le Loup, les Enfants-Blancs et Psyché, il sort Forte-Spada en 1845. En 1846, il compose, avec Alexandre Soumet, le livret d’un opéra biblique pour l’Opéra : le Roi David d’Auguste Mermet.
En 1848, appartenant depuis plusieurs années à la rédaction du National, journal de l’une des fractions du parti républicain portée au pouvoir par la révolution de Février, il a l’occasion de jouer un petit rôle politique, fort court, mais assez original. Dès la proclamation de la Seconde République, il se voit confier, le 25 février, la direction du château de Versailles, que l’on craignait de voir attaqué par les mêmes bandes pillardes qui avaient saccagé le château de Neuilly, la villa Rothschild ou le port de Chalon. Son activité et son énergie ont galvanisé la garde nationale chargée de cette défense.
Envoyé quelques jours après par Cavaignac au Portugal pour représenter le gouvernement provisoire de la république française, il se présente, sans y entendre malice, à la cour en habit noir au milieu des fonctionnaires couverts de décorations et chamarrés de broderies. Deux heures après cette audience, il se présente à la porte des appartements de la reine Marie II dans le même costume. Cette visite de courtoisie est effectuée à l’encontre du cérémonial fort gourmé à la cour de Lisbonne. Dans l’incertitude où l’Europe était encore de la politique qu’allait adopter la nouvelle République, qui n'était pas encore reconnue, dédaigner un envoyé de la jeune république était risqué, surtout au Portugal. Il fut charmant, causeur, pétillant et galant en présence de la souveraine, comme il avait paru raide et fier devant le roi et la cour. Le lendemain, le Portugal reconnaissait le gouvernement républicain provisoire et insistait auprès de l’Angleterre pour l’appuyer dans cette reconnaissance.
Rappelé peu de temps après, il est candidat à la députation de Seine-et-Oise aux élections législatives françaises de 1848 des 23 et 24 avril 1848. À la suite de son échec, il reprend ses activités théâtrales. Comme l’avait fait Harel à la Porte-Saint-Martin, Arsène Houssaye l’appelle à la Comédie-Française, qui réunissait alors de grands noms comme Alfred de Musset, Émile Augier, Jules Lacroix, Auguste Maquet, Francis Wey, François Ponsard, Joseph Méry, Léon Gozlan, Delphine de Girardin, en même temps qu’étaient repris Angelo et Marion Delorme. En 1852, le Théâtre-Français joue le Cœur et la Dot, avec Augustine Brohan, Delphine Fix, Clémentine Jouassain,  Mademoiselle Nathalie, Beauvallet, Regnier, Edmond Got et Delaunay. Le rôle de Nanon dans le Cœur et la Dot a été un des plus beaux succès d’Augustine Brohan.
Comptant terminer son existence dramatique à la Comédie-Française, il mit dans sa dernière pièce, le drame les Sceptiques, tout son cœur et plus de son âme peut-être que dans aucune autre. Sa pièce terminée, il consulta quelques amis qui l’affermirent dans la pensée de soumettre son œuvre au Théâtre-Français. Lue aux comédiens de la rue de Richelieu, celle-ci a été refusée.
À l’issue de ses obsèques à l’église Notre-Dame-de-Lorette, en présence plus de deux cents noms connus de littérateurs, il a été inhumé au cimetière du Montparnasse. Le ministère de la Maison de l’Empereur a pris les frais de son enterrement à sa charge. Sa veuve a reçu du même ministère une pension de 1 200 francs.

## Jugements
« Je sais bien pour mon compte que je trouverai toujours ses lettres ravissantes, car j’espère bien n’en lire jamais une seule. Je l’aime de toute mon âme. Il peut me demander la moitié de mon sang, mais qu’il ne me demande jamais de lire une de ses lettres »

— George Sand à Liszt.

« Il n'a qu'un œil. Dans un feuilleton qui remonte à cinq ou six ans, M. Eugène Pelletan a raconté la vie orageuse de l'auteur des Sept Infans de Lara : des voyages, des tempêtes, la mort et la résurrection. Randal est un beau drame, trop peu connu ; Le Cœur et la Dot n'a que des portions réussies. »

— Charles Monselet.

« C'était un vrai hidalgo de lettres. Sa tête fine et maigre, au nez busqué, aux cheveux déjà argentés sur les tempes, avait un caractère héroïque et rappelait celle de Miguel de Cervantes. [...] Son ambition fut plus haute que son vol. C'était un aigle sans doute, et qui avait toujours l'œil fixé sur le soleil, mais son essor était parfois inégal, pénible ; il manquait quelques plumes à cette grande aile fiévreusement palpitante. [...] Mallefille avait guerroyé dans cette grande armée romantique de 1830, dont les rangs, hélas ! s'éclaircissent de jour en jour. S'il n'a pas commandé en chef, c'était un officier brillant et hardi ; il a tenu haut son enseigne pendant la bataille, et, le combat fini, il ne l'a pas abaissée. Quel que soit le talent qu'il ait montré, l'impression qui reste de Félicien Mallefille, c'est qu'il était plus grand que son œuvre . »

— Théophile Gautier.

## Œuvres
Théâtre
- Glenarvon, ou les Puritains de Londres : drame en cinq actes, Paris, Théâtre de l'Ambigu-Comique, 24 février 1835, 154-85 p., in-4º (OCLC 1254651083, lire en ligne sur Gallica).
- Les Sept Infans de Lara : drame en 5 actes, Paris, Théâtre de la Porte-Saint-Martin, 2 mars 1836 (lire en ligne sur Gallica).
- Le Paysan des Alpes : drame en 5 actes, Paris, Théâtre de la Gaîté, 25 mars 1837 (lire en ligne sur Gallica).
- Randal : drame en 5 actes, Paris, Théâtre de la Porte-Saint-Martin, 3 décembre 1838 (lire en ligne).
- Avec Roger de Beauvoir, Le Neveu du mercier : comédie en 3 actes, mêlée de chant, Paris, Théâtre du Vaudeville, 6 mars 1841 (lire en ligne sur Gallica).
- Avec Aubert d'Artigues, Les Enfants blancs : drame en 5 actes, Paris, Théâtre de l'Odéon, 28 novembre 1841 (lire en ligne).
- Forte-Spada l'aventurier : drame en 5 actes, Paris, Théâtre de la Gaîté, 15 janvier 1845 (lire en ligne). — Œuvre traduite en néerlandais.
- Le Cœur et la Dot, Paris, 24 décembre 1852 (lire en ligne sur Gallica). , comédie en 5 actes, en prose, Paris, Théâtre-Français, 24 décembre 1852.
- Les Mères repenties, drame en 4 actes, Paris, Théâtre de la Porte-Saint-Martin, 15 avril 1858.
- Les Deux Veuves : comédie en 1 acte, en prose, Paris, Théâtre-Français, 14 avril 1860 (lire en ligne sur Gallica).
- Les Sceptiques, comédie en 4 actes, Paris, Théâtre de Cluny, 21 décembre 1867.
- Psyché, comédie en 5 actes, 1869.

Opéras
- Avec Alexandre Soumet, David : opéra en 3 actes, Paris, Académie royale de musique, 3 juin 1846, 32 p., in-8º (OCLC 764347502, lire en ligne sur Gallica).

Romans et nouvelles
- Avec Alexandre Dumas, Les Crimes célèbres, Paris, A. Lacroix, 1865, 4 vol. (lire en ligne).
- Marcel, 2 vol., 1845.
- Le Capitaine La Rose, Paris, 1849, 2 vol. (lire en ligne sur Gallica), t. 2 sur Gallica.
- Le Collier : contes et nouvelles, Paris, 1854 (lire en ligne sur Gallica). — Contient : Marcel. Les Amours d'un rossignol et d'une rose. Roland au Rhin. Léna..
- Monsieur Corbeau, Paris, Michel Lévy Frères, 1859, 264 p., in-18 (OCLC 763617466, lire en ligne sur Gallica).
- Mémoires de Don Juan, Paris, Michel Lévy Frères, 1859, 2 vol. en 1 (OCLC 37711958, lire en ligne).
- La Confession du gaucho : le Champ de Mars, Paris, A. Lacroix, 1868, 293 p., in-16 (OCLC 1244183432).